# Shahi Hammam

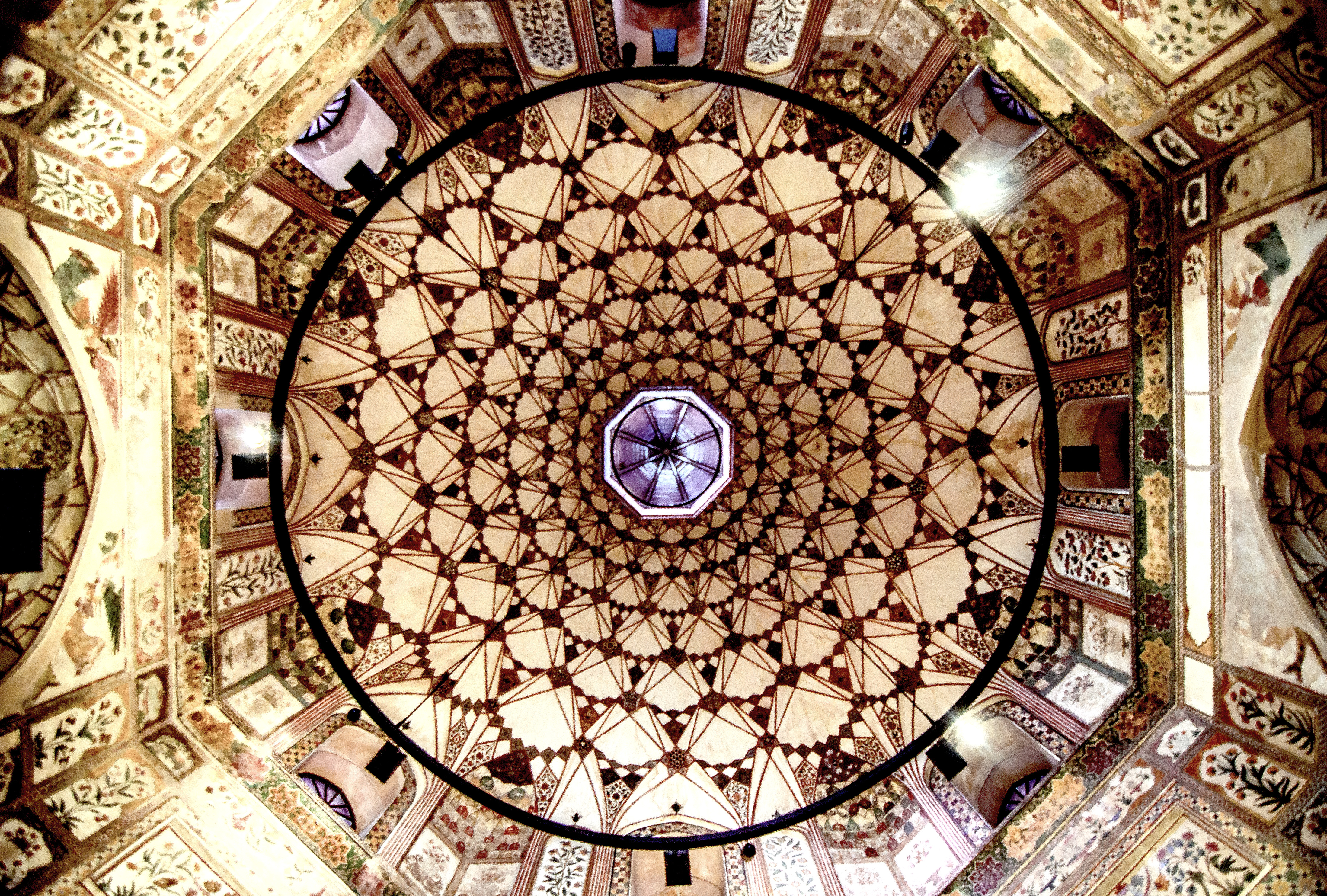
Frescos restaurats

El Shahi Hammam (en urdú: شاہی حمام; 'Banys reials'), comunament denominat Wazir Khan Hammam, és un bany turc que es troba a Lahore, Pakistan, i fou construït el 1635 durant el regnat de l'emperador Xa Jahan pel metge en cap de la cort mogola, Ilam-ud-din Ansari, conegut com el Wazir Khan. Els banys es feren per a servir de waqf, o òbol per al manteniment de la Mesquita Wazir Khan.
Els banys, que ja no es fan servir com a tals, foren restaurats entre el 2013 i el 2015 pel Centre Agakan per a la Cultura i l'Autoritat de la Ciutat Emmurallada de Lahore, amb gran part del pressupost donat pel govern de Noruega. El projecte de restauració rebé el Premi al Mèrit de la UNESCO el 2016 per la reeixida conservació dels banys, que els va retornar la seua "antiga prominència."

## Ubicació
El Shahi Hammam es troba a la ciutat emmurallada de Lahore, molt a prop de la Porta de Delhi. El Shahi Hammam és el darrer hammam de l'època mogol que resta a Lahore.

## Antecedents
Durant l'època mogol, s'hi van introduir els banys turcs d'estil persa, tot i que mai van aconseguir els mateixos nivells de popularitat en l'Imperi mogol que a Pèrsia.

## Història
El Shahi Hammam fou construït el 1635 per Ilam-ud-din Ansari, governador de Lahore, com a part d'una dotació que incloïa la Mesquita de Wazir Khan. Els banys declinaren al segle xviii, durant la caiguda de l'Imperi mogol. A partir de l'època colonial britànica, l'edifici es va utilitzar com a escola primària, com a dispensari i centre d'esbarjo, i com a oficina del municipi. A més a més, se'n van construir botigues a les façanes nord, oest i sud.
Les excavacions fetes com a part de les obres de restauració concloses el 2015 revelaren que parts importants de l'edifici havien estat demolides abans, segurament per a donar pas a la reconstrucció de l'edifici de la Porta de Delhi en la dècada dels 1860.

## Disposició

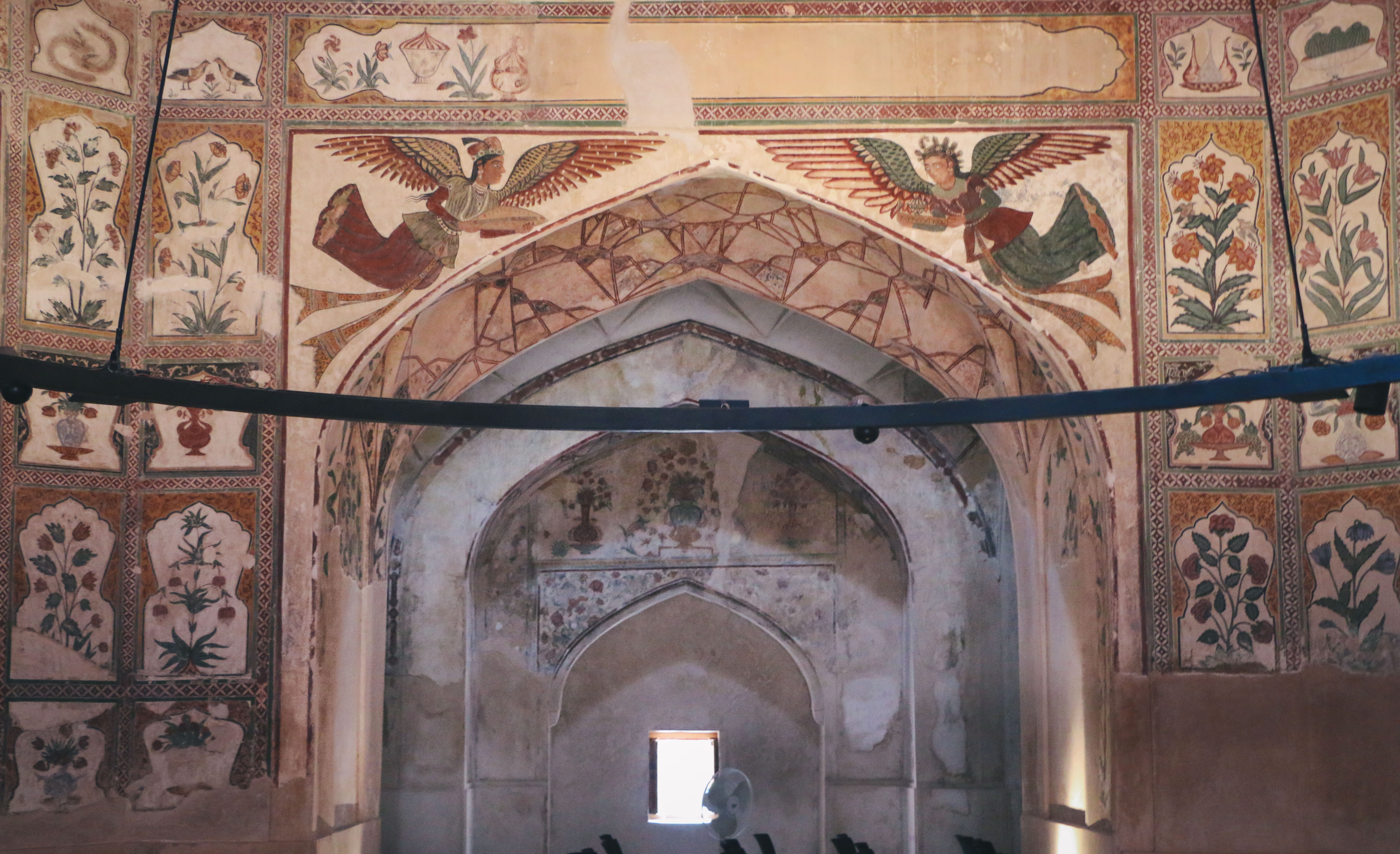
Parets adornades amb frescos de l'era mogol que es troben intactes

El hammam tenia tres parts: el jama khana (vestidor), nim garm (banys freds), i garm (banys calents). Els banys estaven segregats per gènere, i tenien un sector de recepció i una saleta per a resar.

### Arquitectura
D'acord amb la tradició persa, els banys estaven il·luminats amb llum del sol que es filtrava per diverses obertures del sostre del bany, i això també ajudava a la ventilació. La major part de l'interior del hammam es conservà intacta, i alguns frescos de l'època mogola. Com que la façana tenia poques finestres, es permetia que les botigues funcionassen al llarg dels murs exteriors.

## Galeria

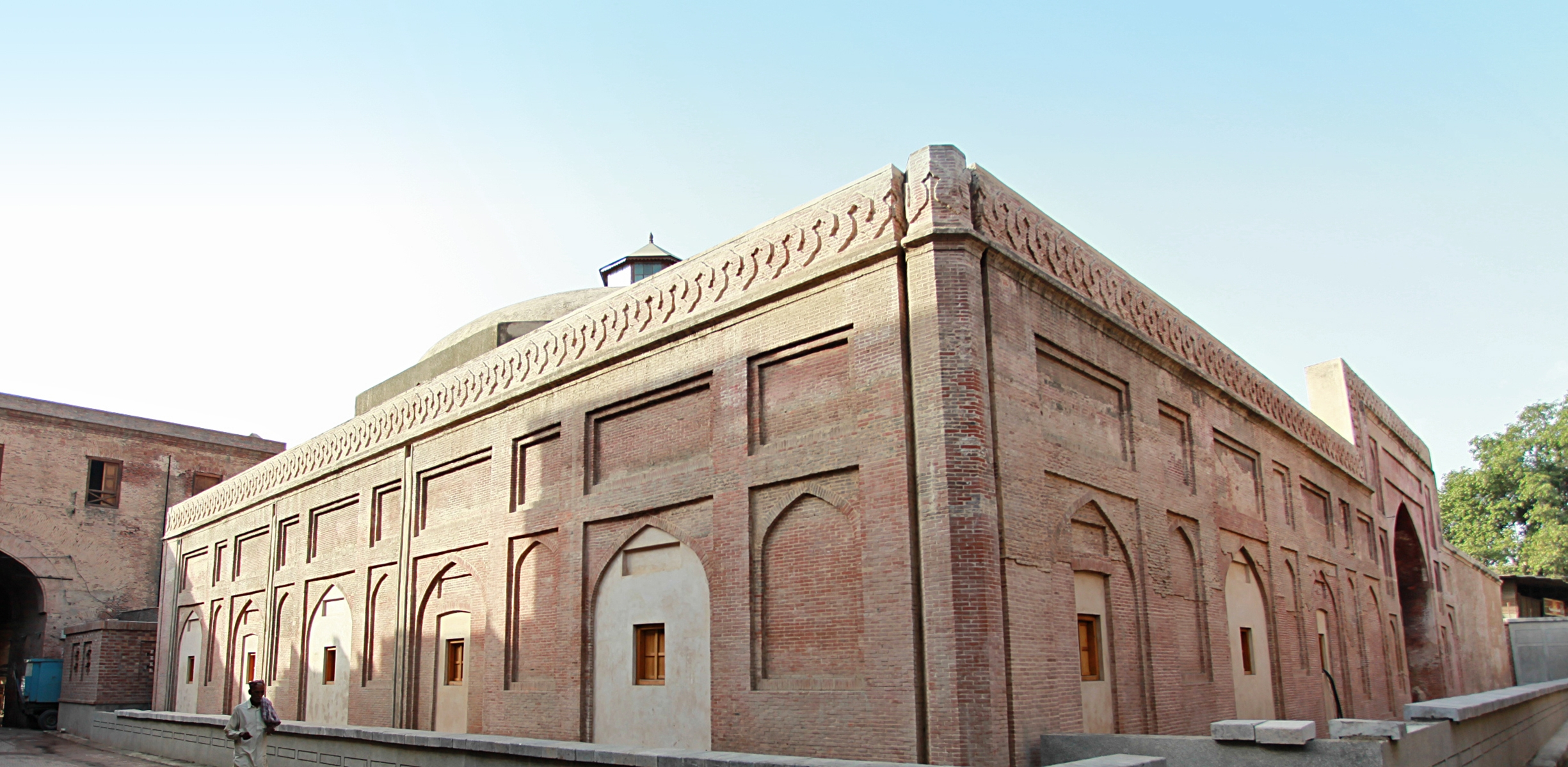
L'exterior dels banys ha estat restaurat
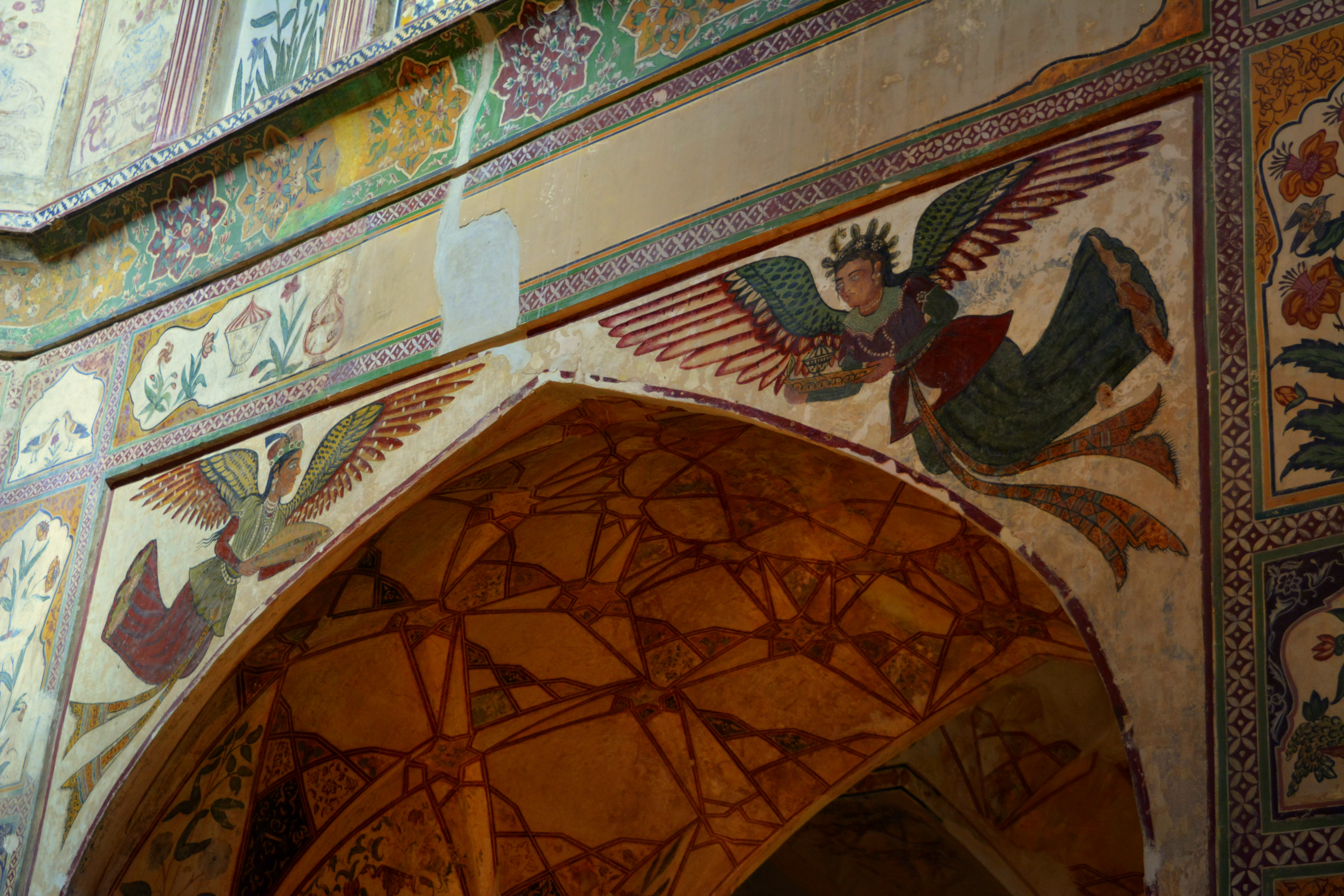
Els banys tenen frescos amb àngels alats
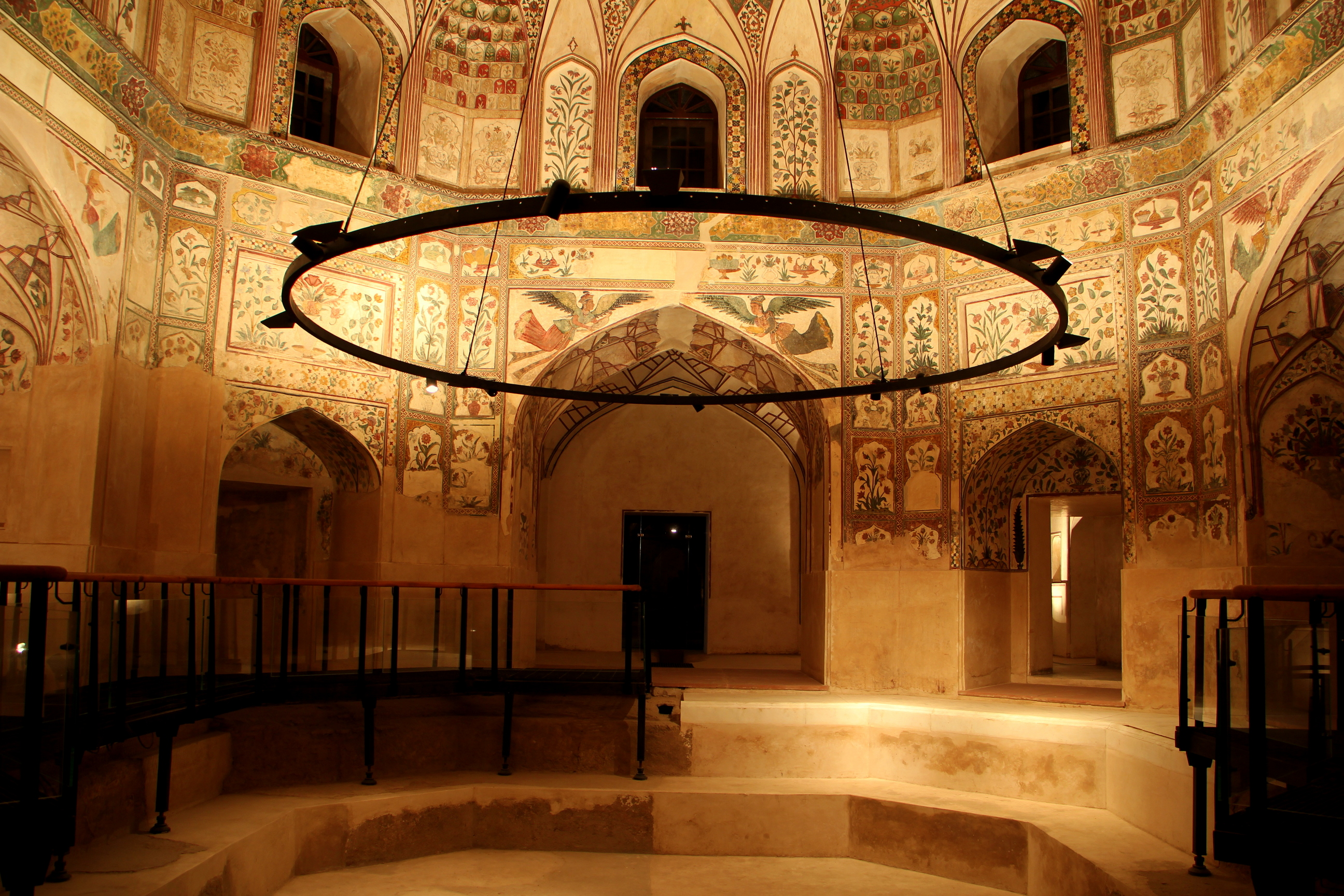
La cambra freda dels banys conté frescos molt elaborats
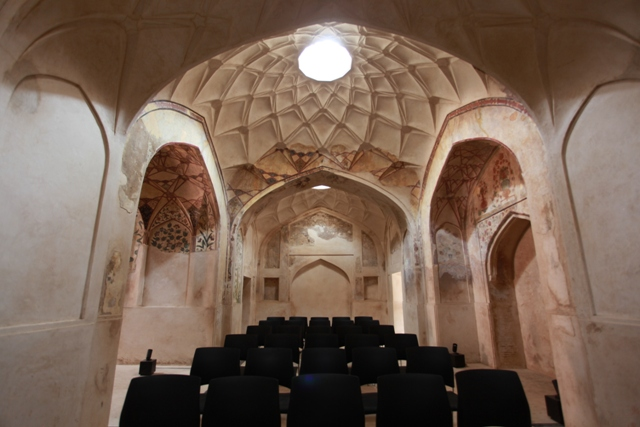
Els recintes laterals s'usen com a auditori
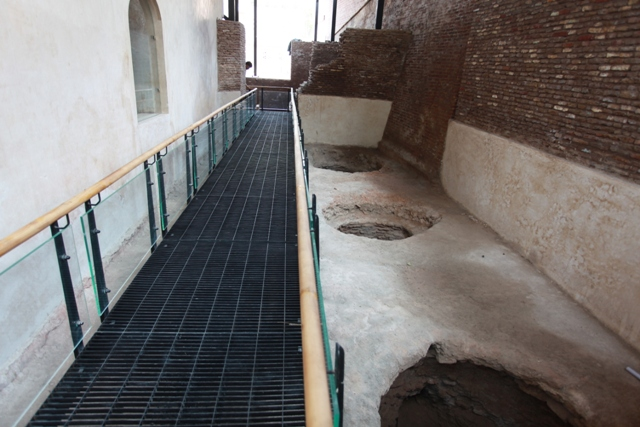
S'han construït passarel·les elevades per a evitar danyar el lloc restaurat
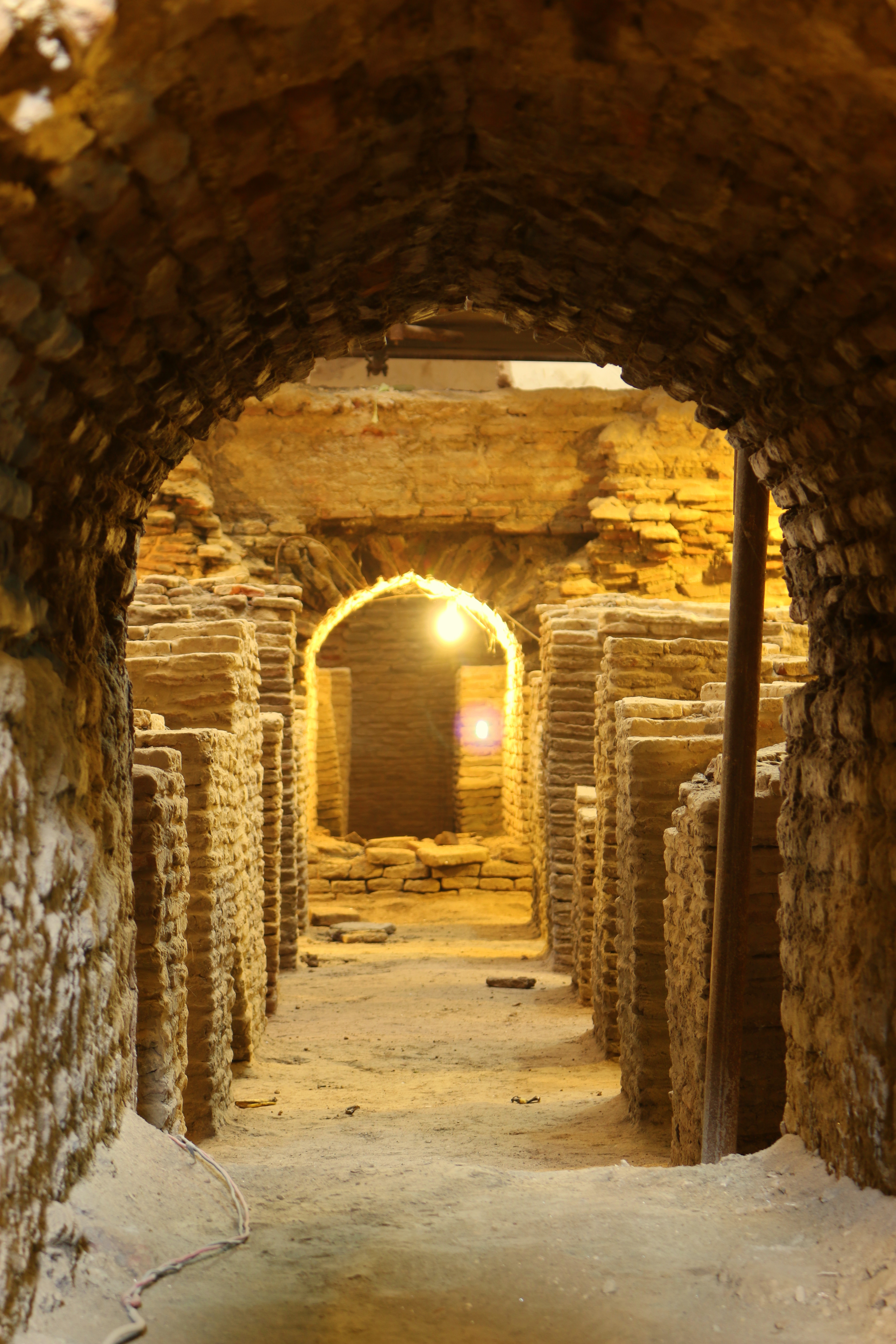
Els nivells inferiors dels banys
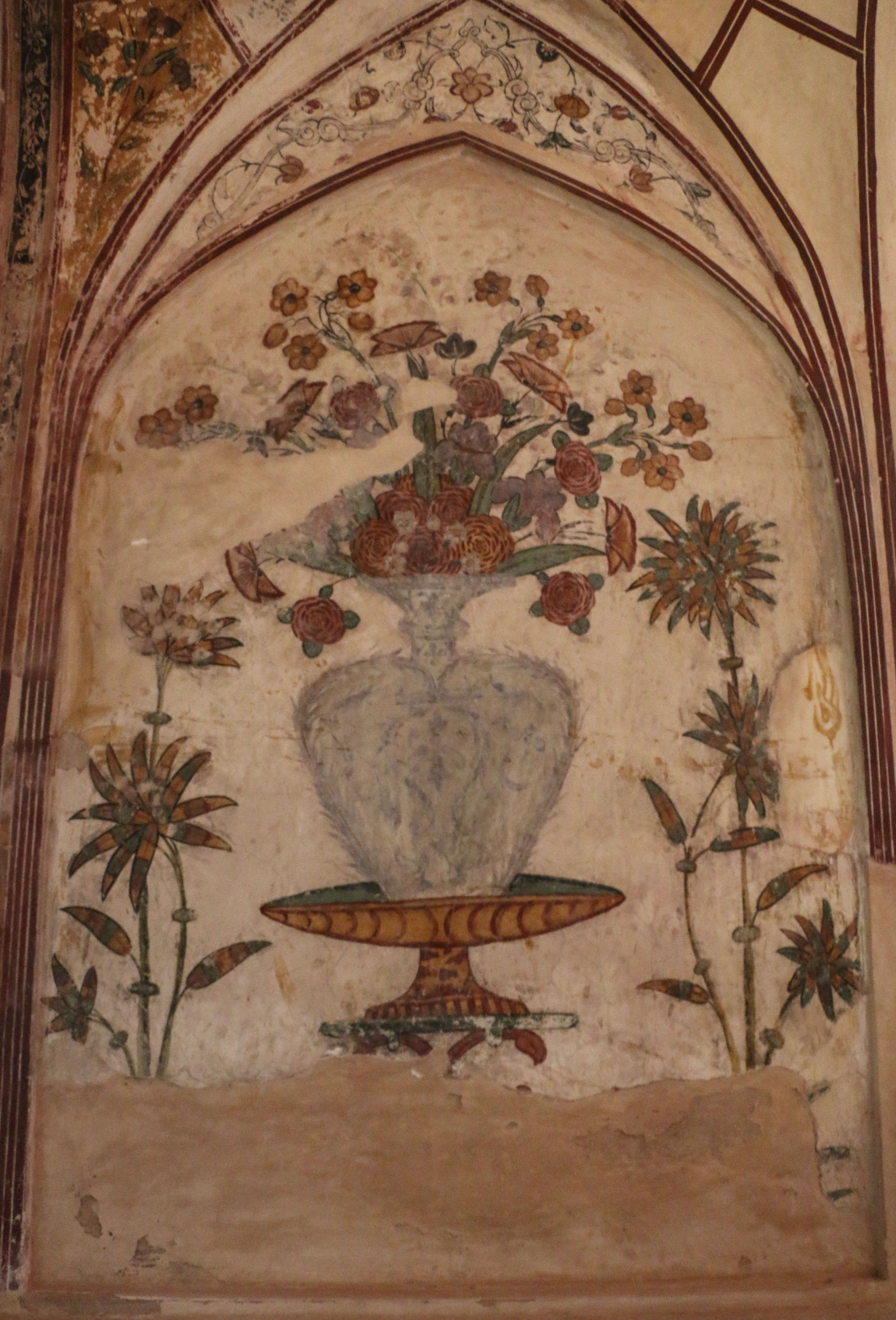
Exemple dels frescos dels banys
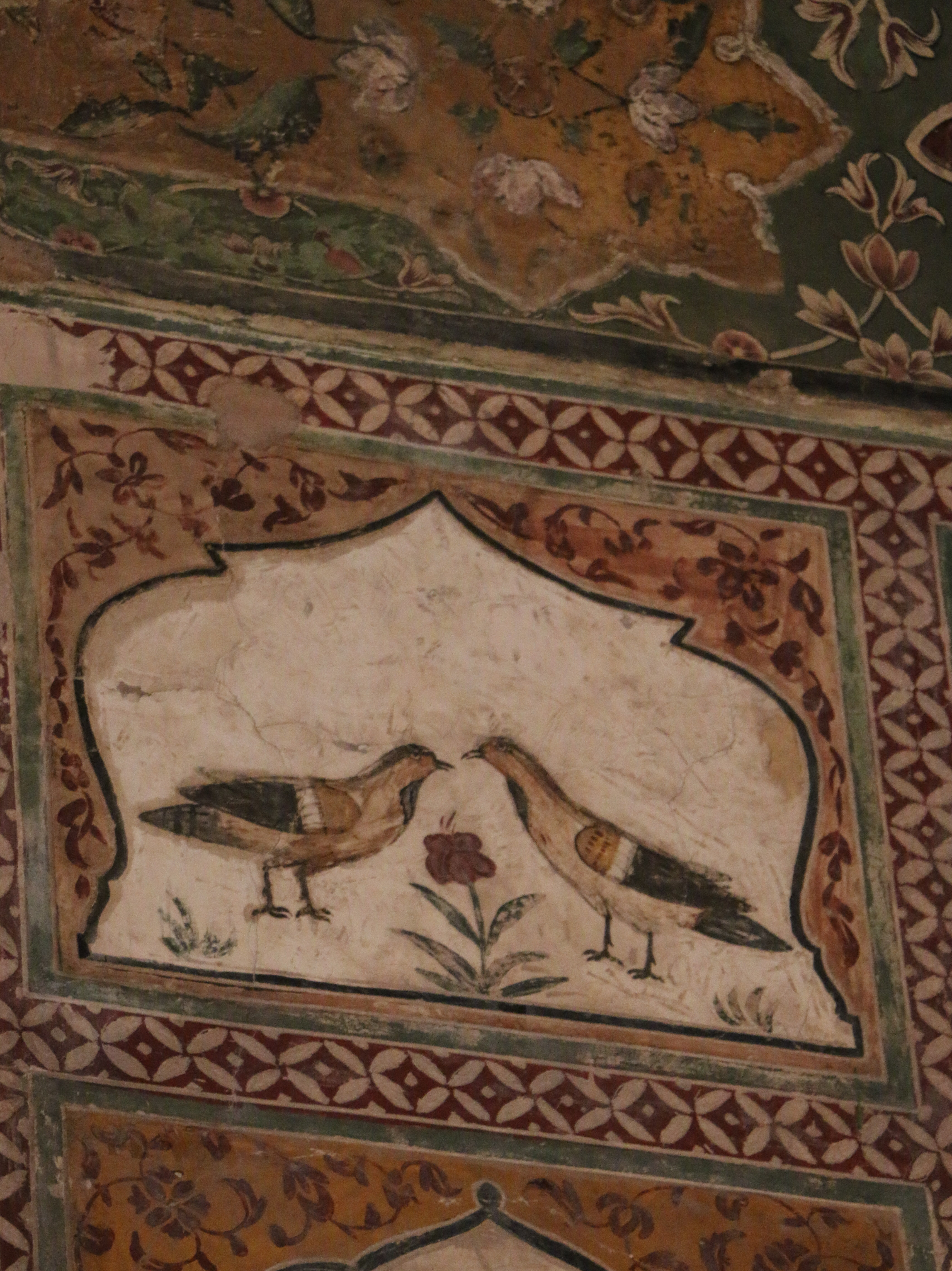
Exemple dels frescos dels banys
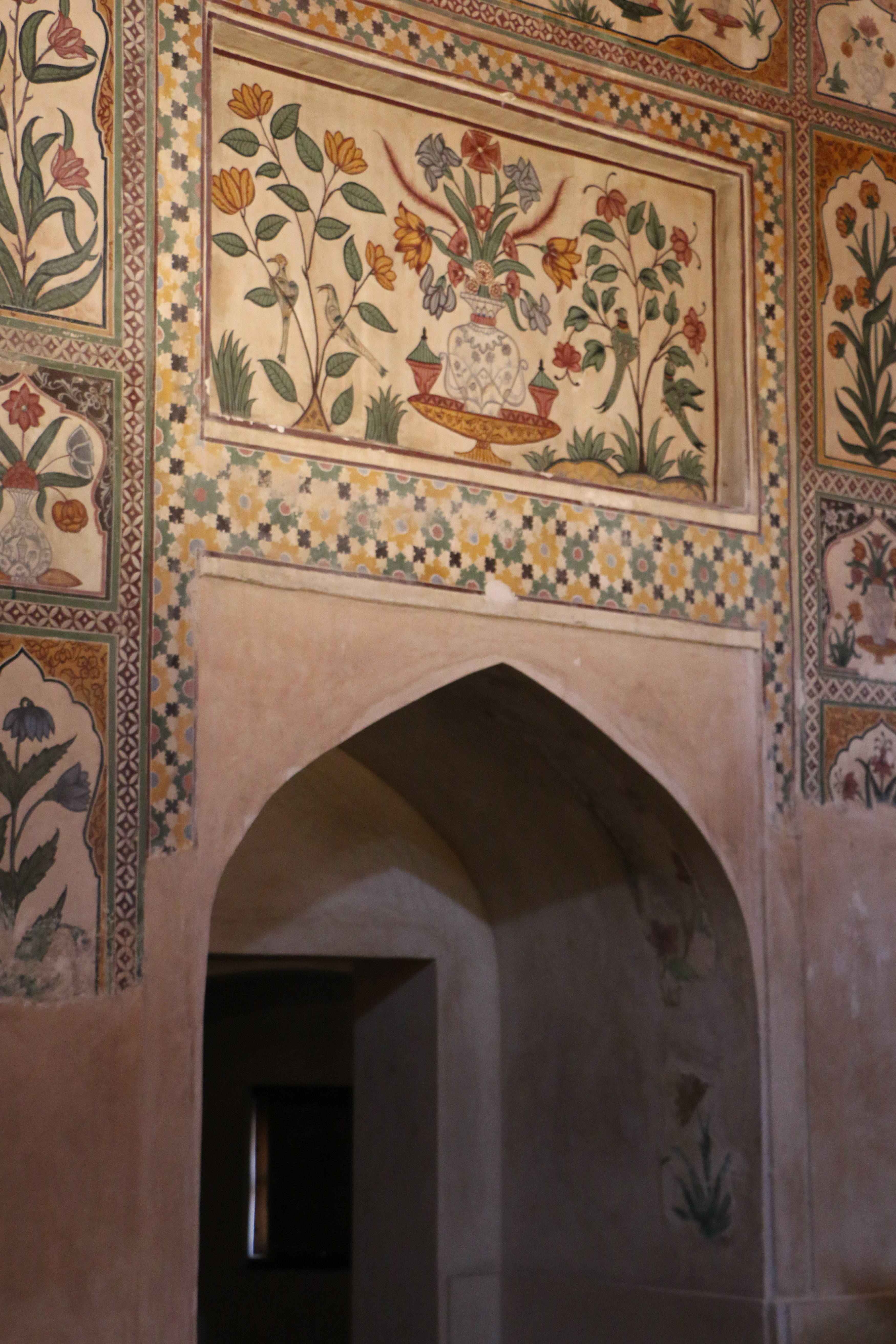
Exemple dels frescos dels banys
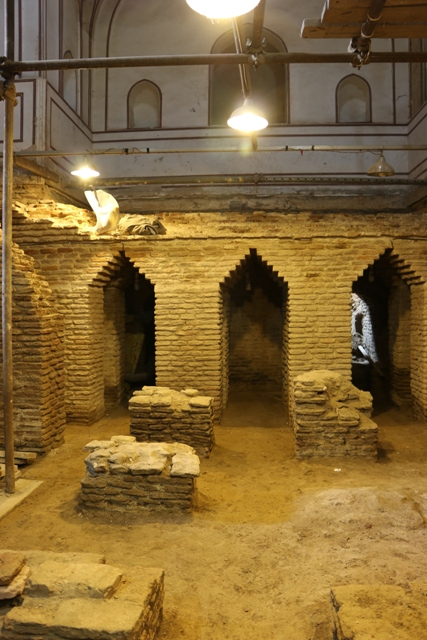
Hipocausts
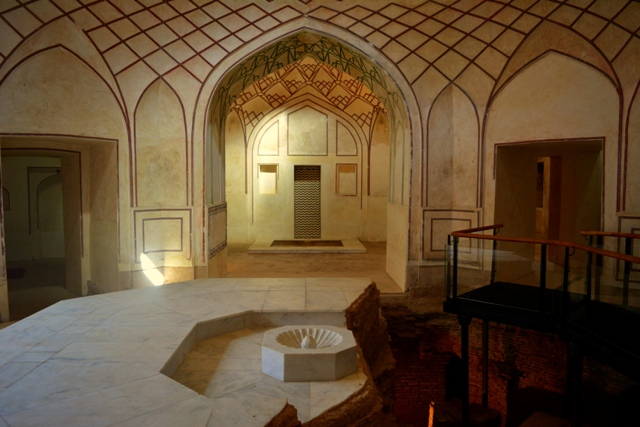
Els banys de vapor tenen decoracions més discretes
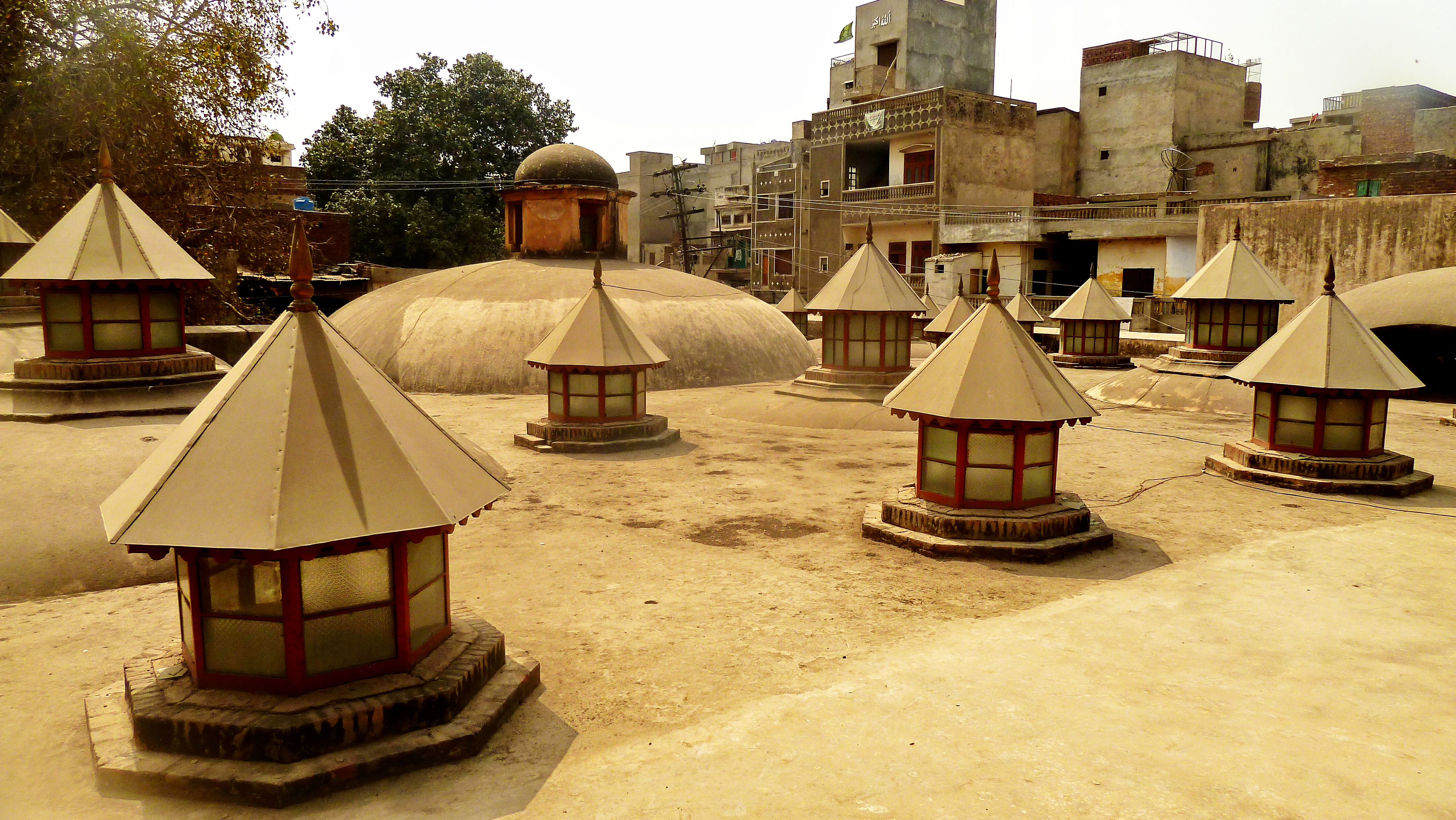
Ventilació al sostre del Shahi Hammam
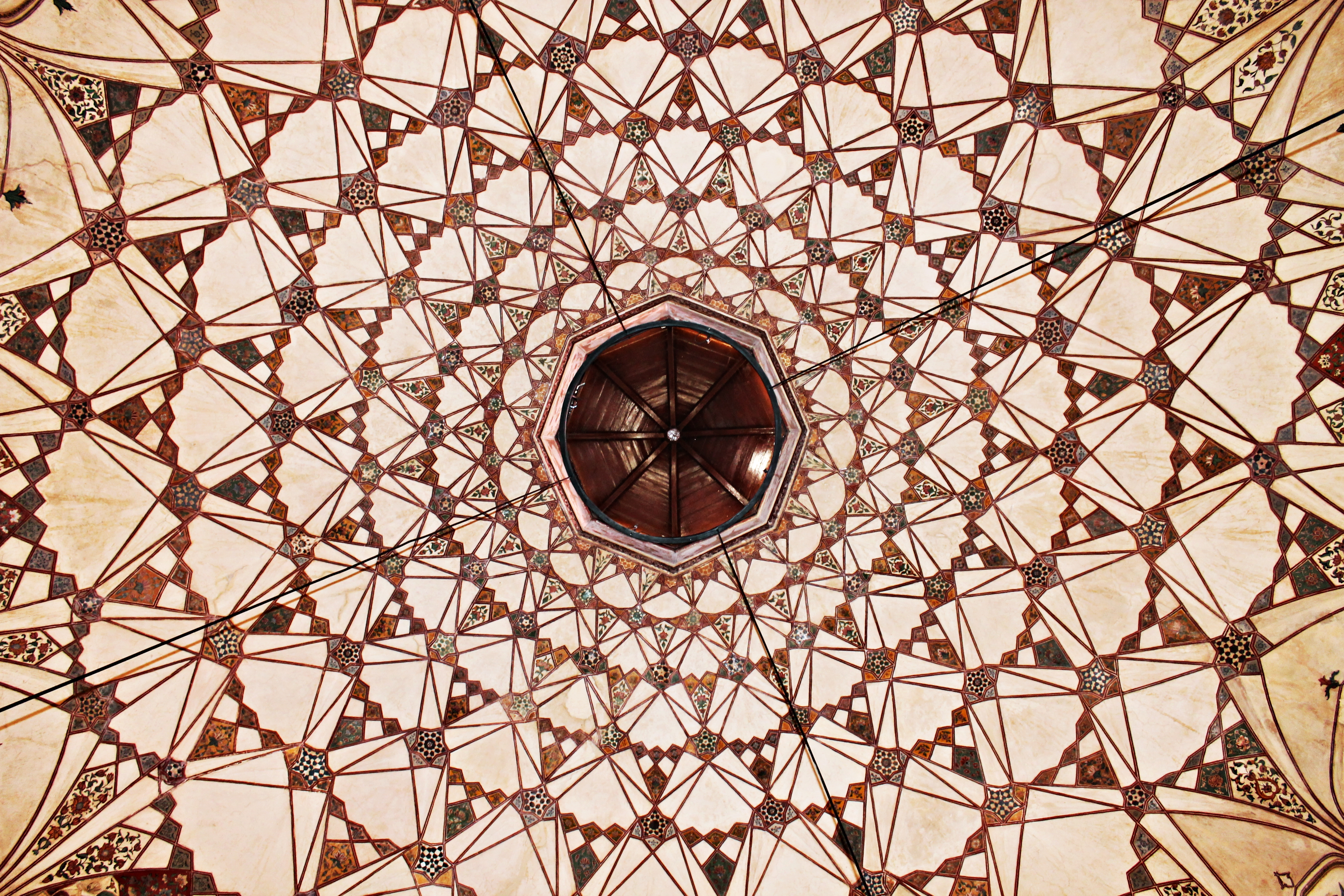
A la cambra freda hi ha frescos geomètrics
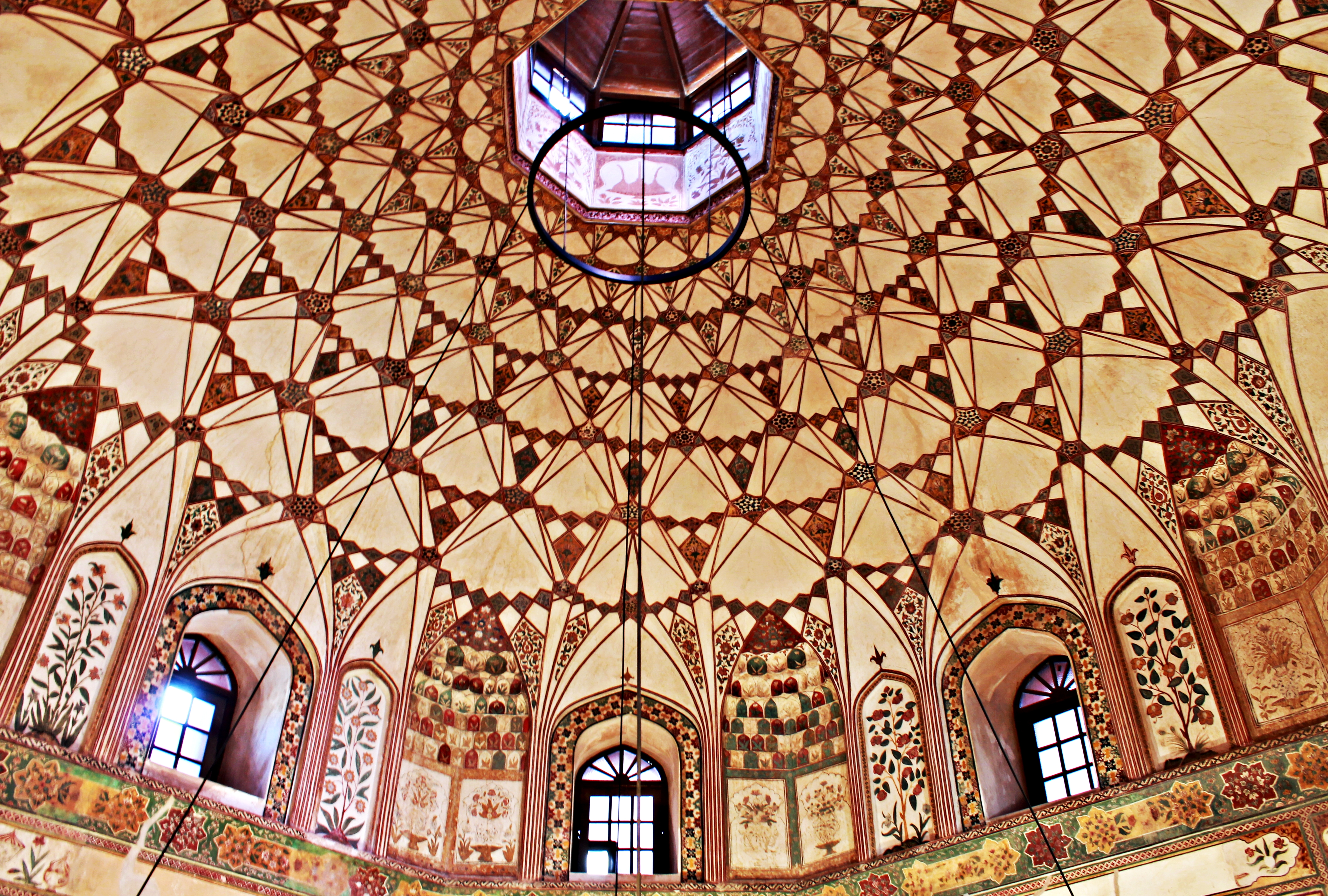
Cúpula central de la cambra freda amb frescos amb motius geomètrics
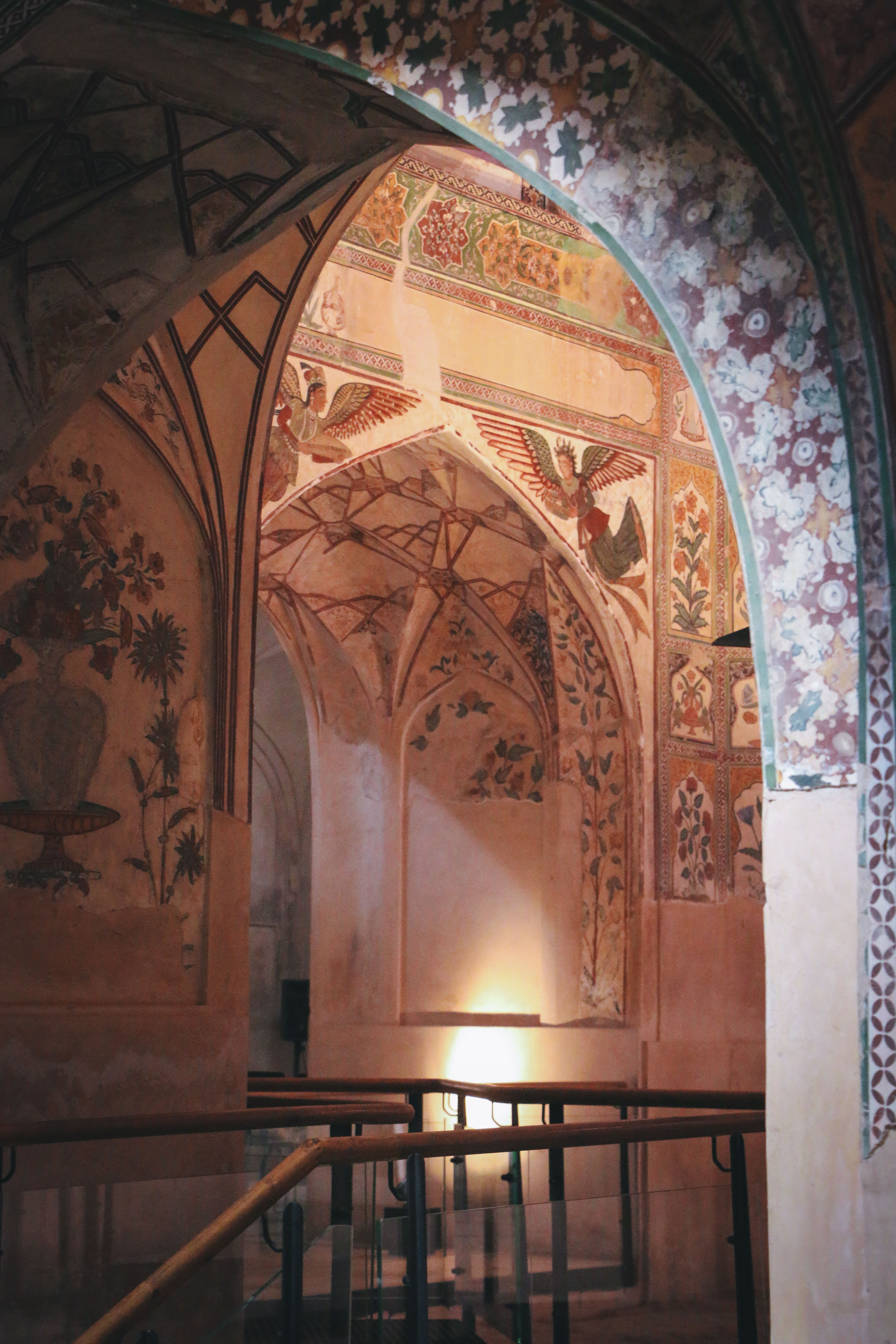
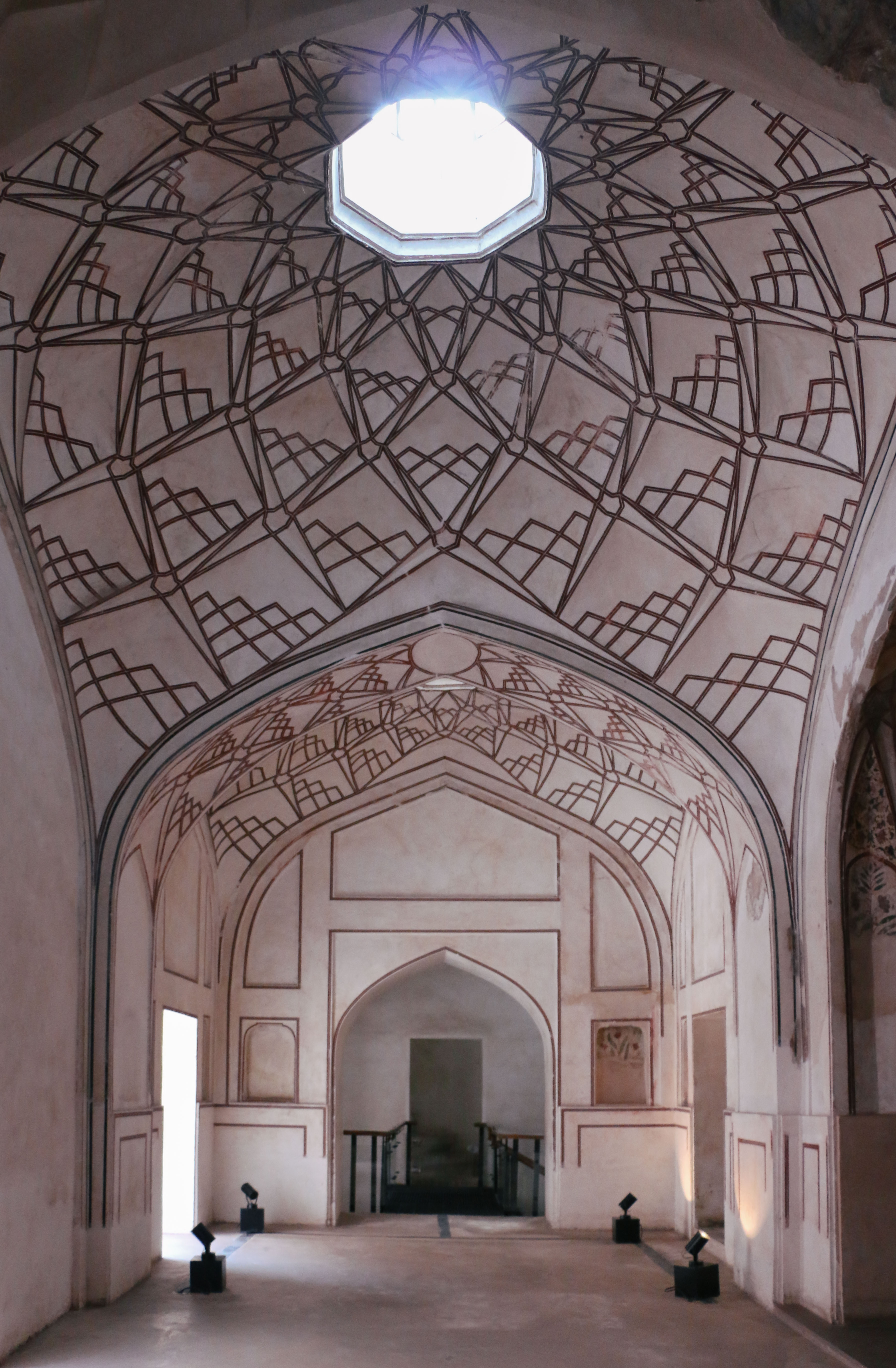
Els recintes laterals tenien decoració amb motius geomètrics